# Ngô Quang Trưởng
Ngô Quang Trưởng (Kien Hoa, 13 dicembre 1929 – Fairfax, 22 gennaio 2007) è stato un generale vietnamita dell'esercito della Repubblica del Vietnam del Sud (ARVN).

## Biografia
Si diplomò al My Tho College sito nel Delta del Mekong, frequentò la scuola per ufficiali di riserva a Thu Duc a Saigon, divenne ufficiale di fanteria nell'esercito nazionale vietnamita nel 1954 e salì nei ranghi nel decennio successivo, principalmente nella brigata aviotrasportata d'élite.
Degno di nota risulta il suo contributo alla vittoria nella battaglia lungo il fiume Ia Drang quando la 1ª divisione di cavalleria aviotrasportata degli Stati Uniti a metà novembre 1965 schiacciò gran parte delle forze comuniste che volevano tagliare in due il Sud Vietnam piombando dagli altipiani sulle pianure costiere densamente popolate nei pressi di Qui Nhon. I "pezzi grossi" temevano che le forze americane, nell'inseguire i nemici, potessero avventurarsi troppo vicino al confine cambogiano e allora inclusero nella campagna anche la brigata aviotrasportata sudvietnamita per impedire che i reggimenti nordvietnamiti, sconfitti nella valle dello Ia Drang, tornassero a rifugiarsi in Cambogia. In quest'occasione il colonnello Ngo Quang Truong, al comando di una task force di circa duemila uomini, dimostrò di essere agli occhi dell'allora maggiore H. Norman Schwarzkopf (consigliere americano e successivamente il generale che ha vinto la Prima Guerra del Golfo nel 1991) "il più brillante comandante tattico che abbia mai incontrato.". Ebbene, Truong, impiegando sapientemente le sue truppe di élite, completò il lavoro della 1ª divisione di cavalleria aviotrasportata degli Stati Uniti ottenendo una vittoria decisiva annientando la rimanente parte delle forze nordvietnamite (reinventò la tattica adottata nel 217 a.C. da Annibale quando aveva accerchiato e annientato le legioni romane sulle rive del Trasimeno).
Durante l'offensiva del Tet (30 gennaio - 28 marzo 1968), Truong, comandante della 1ª divisione, guido le truppe sudvietnamite nella difesa della città di Hué ottenendo un'importante vittoria dopo nove giorni di aspri combattimenti contro le truppe nordvietnamite.
Nel 1970 divenne comandante del 4º comando tattico del Delta del Mekong.
Durante l'offensiva di Pasqua delle truppe nordvietnamite (30 marzo - 22 ottobre 1972, una massiccia invasione convenzionale), il generale Truong sostituì il generale Xuan Lam dopo la caduta della provincia di Quang Tri, il 2 maggio 1972, e da subito rinforzò e riorganizzò le truppe sudvietnamite per un totale di 35.000 uomini riuscendo ad interrompere il 5 maggio l'avanzata delle forze nordvietnamite e successivamente, il 28 giugno 1972, a lanciare una controffensiva che permise di riconquistare Quang Tri (battaglia svoltasi dall'8 al 16 settembre 1972) e gran parte dei territori perduti di questa provincia entro la fine di ottobre 1972.
All'inizio del 1975 cominciò l'offensiva finale dei nordvietnamiti che avrebbe portato alla caduta di Saigon il 30 aprile 1975. In questo frangente nulla poté fare il generale Truong, pur avendo al suo comando cinque divisioni, a causa di ordini contraddittori, suggerimenti impossibili (con accese discussioni) del Presidente del Vietnam del Sud Nguyen Van Thieu che provocarono frustrazione, crollo del morale, confusione e disintegrazione di tutto l'esercito, panico e caos totale anche tra la popolazione civile. Truong, molto dispiaciuto e amareggiato di tutto questo, lasciò il Vietnam del Sud durante la caduta di Saigon e si stabilì con la sua famiglia negli Stati Uniti, a Falls Church in Virginia. Egli scrisse diversi studi storici sulla guerra del Vietnam per il Centro di storia militare dell'esercito americano. Lui e la sua famiglia si trasferirono a Springfield, Virginia, nel 1983, lo stesso anno in cui Truong divenne cittadino statunitense. Lì, ha lavorato come analista informatico per l'Association of American Railroads per 10 anni prima di ritirarsi nel 1994.

### Morte
Ngo Quang Truong morì di cancro il 22 gennaio 2007 a Fairfax, in Virginia (USA). Al momento della sua morte, Truong lasciò la moglie, tre figli, due figlie, dodici nipoti e due pronipoti. Dopo la sua morte, la Camera dei Rappresentanti e il Senato della Virginia hanno approvato una risoluzione comune "Celebrating the Life of Ngo Quang Truong".